# City Island (Bronx)
City Island ist eine kleine Insel und ein Stadtteil in der Bronx in New York City, USA. Der einst zu Pelham im Westchester County gehörende Ort hat einen dörflichen Charakter. 
Nach dem US Census von 2020 leben 4.445 Einwohner auf der Insel. City Island ist Teil des Bronx Community Districts 10.

## Lage und Größe
City Island liegt am äußersten westlichen Ende des Long Island Sound, südlich der Pelham Bay und östlich der Eastchester Bay. Östlich der Insel befindet sich die noch kleinere und unbewohnte Insel Hart Island, die durch eine Fährverbindung der New Yorker Gefängnisbehörde, (New York State Department of Corrections and Community Supervision) vom Pier in der Fordham Street für Befugte erreicht werden kann. Hart Island ist Sperrgebiet, unbefugtes Betreten ist strafbar. Auf der nordöstlichen Seite der Insel befindet sich, angebunden über eine private Brücke die ebenfalls private Insel High Island. CBS Radio unterhält hier eine Sendestation.
Die Fläche von City Island umfasst bei einer Länge von 2,54 km und einer maximalen Breite von 860 Metern mit 1,07 km² etwas mehr einen Quadratkilometer.

## Erreichbarkeit
Während der 1890er bis zum Jahr 1919 wurde die Insel durch die Pelham Park and City Island Railroad an den öffentlichen Nahverkehr angebunden. Heute verkehren Busse (BX29 und BxM8) von der New York City Subway Station Pelham Bay Park (U-Bahn-Linie 6) über die City Island Bridge. Auf der Insel gibt es mehrere Haltestellen.

## Aktivitäten
Die Insel ist berühmt für ihre Fischrestaurants, die jährlich viele Besucher anziehen. Es gibt über 25 auf der Insel, eines der bekanntesten ist die Lobster Box mit ihren 250 Sitzplätzen. Ein paar der Restaurants schließen in den Wintermonaten, die meisten sind jedoch das ganze Jahr geöffnet. Hummer ist eine beliebte Spezialität der Insel. Weiterhin verfügt City Island über drei Yacht Clubs sowie einige weitere kommerzielle Marinas. Das Nautikmuseum (City Island Nautical Museum) zeigt maritime Artefakte und Antiquitäten. Es befindet sich in der Fordham Street 190 und ist nur am Samstag- und Sonntagnachmittag geöffnet. Weiterhin befindet sich eine Tauchbasis auf der Insel.

## Film
- Der Film Meet the Rizzos spielt zu großen Teilen auf City Island.
- Die 15. Folge der ersten Staffel von Unforgettable, Der König von City Island (engl. The Following Sea) spielt ebenfalls auf der Insel.

## Galerie

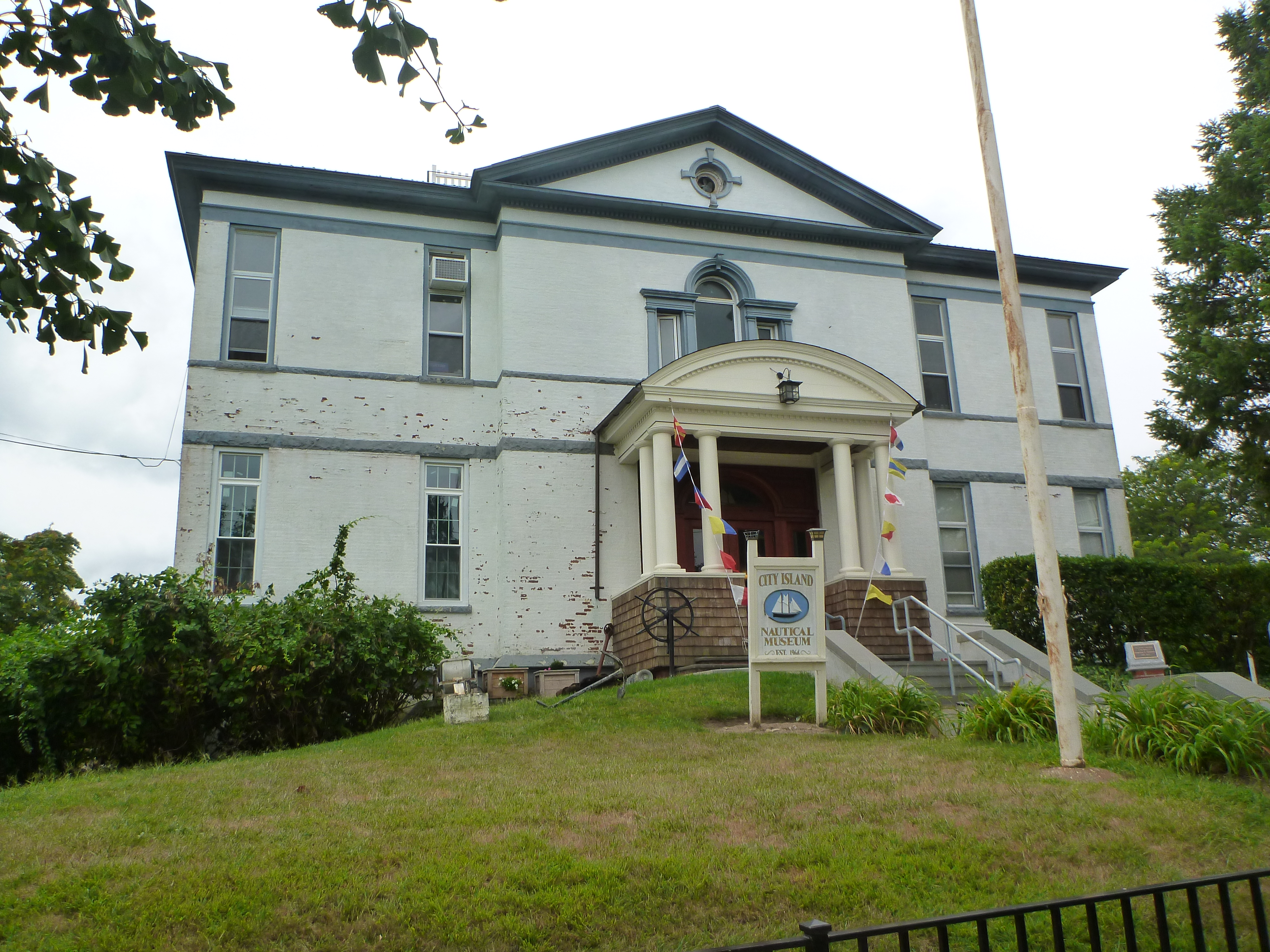
City Island Nautical Museum
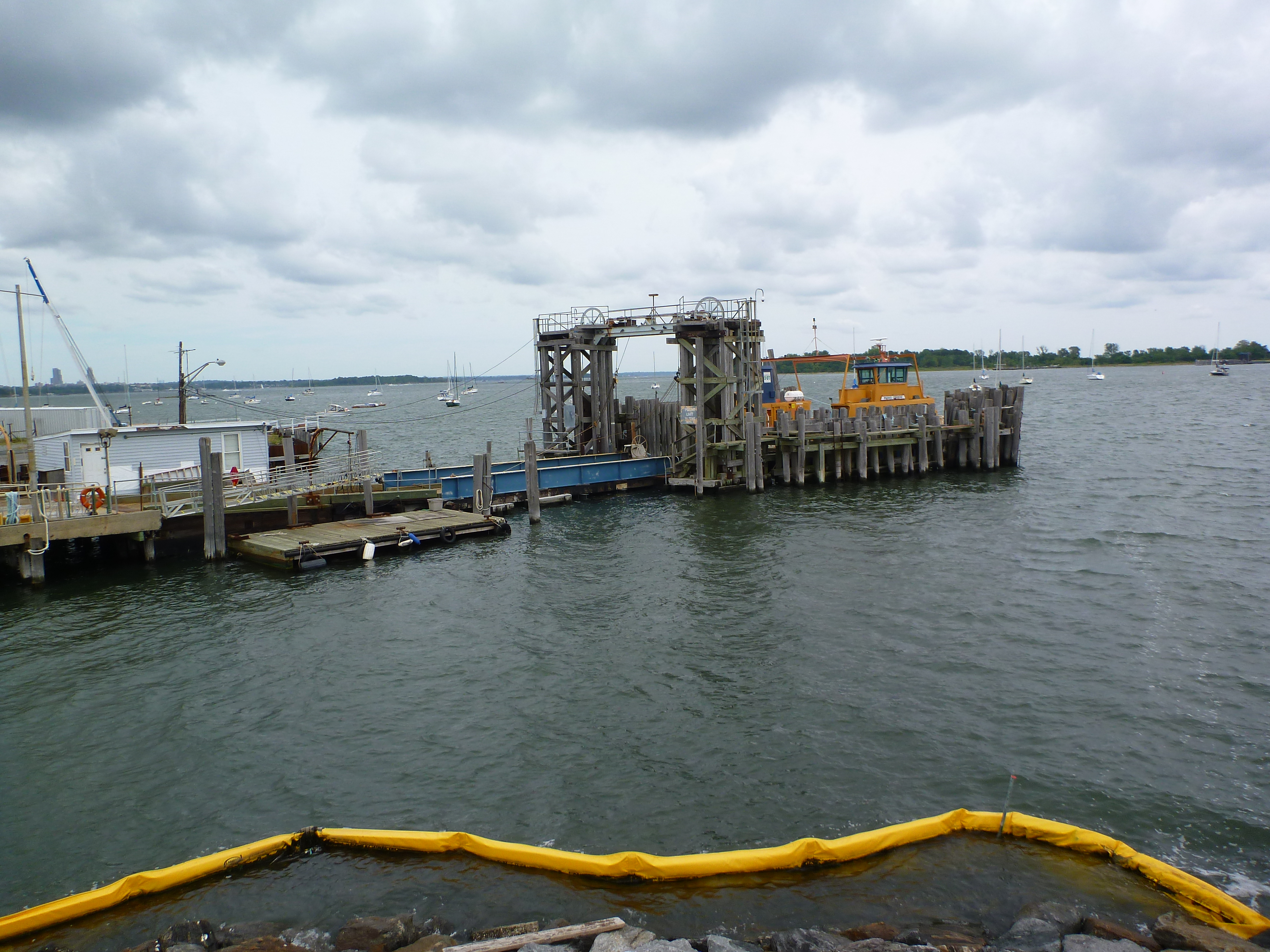
Pier und Fähre nach Hart Island
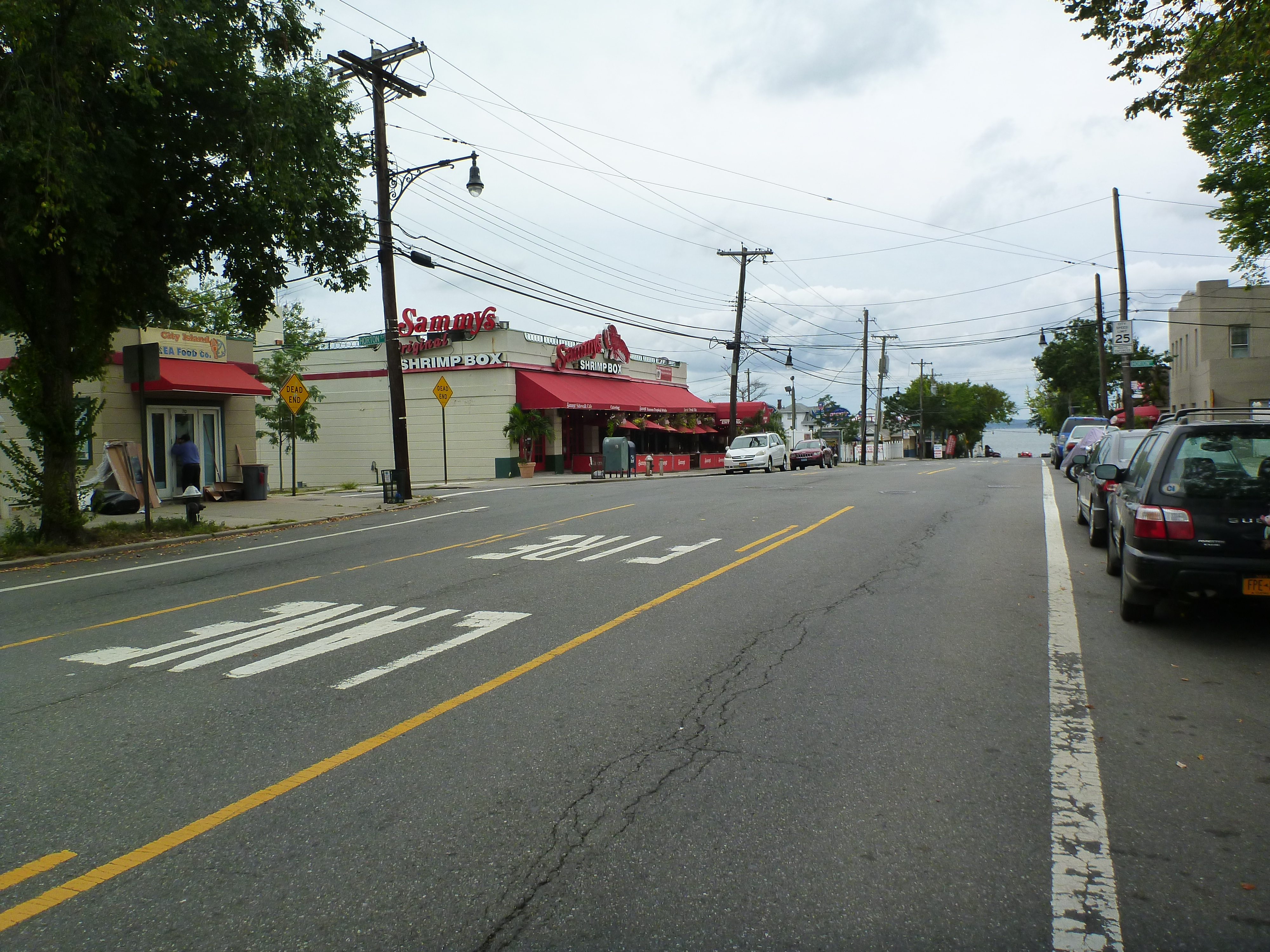
Fischrestaurants auf der Insel